# Мюльсе
Мюльсе́ (фр. Mulcey) — коммуна во французском департаменте Мозель региона Лотарингия. Относится к кантону Дьёз.	

## География
Мюльсе	расположен в  км к юго-востоку от Меца. Соседние коммуны: Валь-де-Брид на северо-востоке, Дьёз на востоке, Гебланж-ле-Дьёз на юго-востоке, Бланш-Эглиз на юге, Марсаль и Арокур-сюр-Сей на западе, Сен-Медар на северо-западе.
Коммуна расположена в Региональном природном парке Лотарингии.

## История
- Бывший королевский домен, переданный императором Священной Римской империи Оттоном II Рыжим церкви Страсбурга, которая относилась к сеньорату де Маримон.
- В 1297 году феод отошёл к герцогству Лотарингия.

## Демография
По переписи 2008 года в коммуне проживал 221 человек.	

## Достопримечательности
- Следы древнеримского тракта.
- Церковь Нотр-Дам 1786 года, расширена в 1840 году, внутренняя обстановка XVIII века.